# Фисум
Фисум (њем. Vissum) општина је у њемачкој савезној држави Саксонија-Анхалт. Једно је од 40 општинских средишта округа Алтмарк Салцведел. Према процјени из 2010. у општини је живјело 251 становника. Посједује регионалну шифру (AGS) 15081540.

## Географски и демографски подаци
Фисум се налази у савезној држави Саксонија-Анхалт у округу Алтмарк Салцведел. Општина се налази на надморској висини од 29 метара. Површина општине износи 12,3 km². У самом мјесту је, према процјени из 2010. године, живјело 251 становника. Просјечна густина становништва износи 20 становника/km².